# روبن بيريز
روبن بيريز (بالإسبانية: Rubén Pérez Moreno)‏ ولد بتاريخ 30 أكتوبر 1981 في زالدايبار، إسبانيا، هو دراج إسباني في صنف سباق الدراجات على الطريق.

## روابط خارجية
- روبن بيريز على موقع الاتحاد الدولي للدراجات (الإنجليزية)
- روبن بيريز على موقع أرشيف الدراجات (الإنجليزية)
- روبن بيريز على موقع إحصائيات الدراجات الإحترافية (الإنجليزية)
- روبن بيريز على موقع نسبة الدراجات (الإنجليزية)
- روبن بيريز على موقع CycleBase (الإنجليزية)